# Оккупационные деньги Японской империи

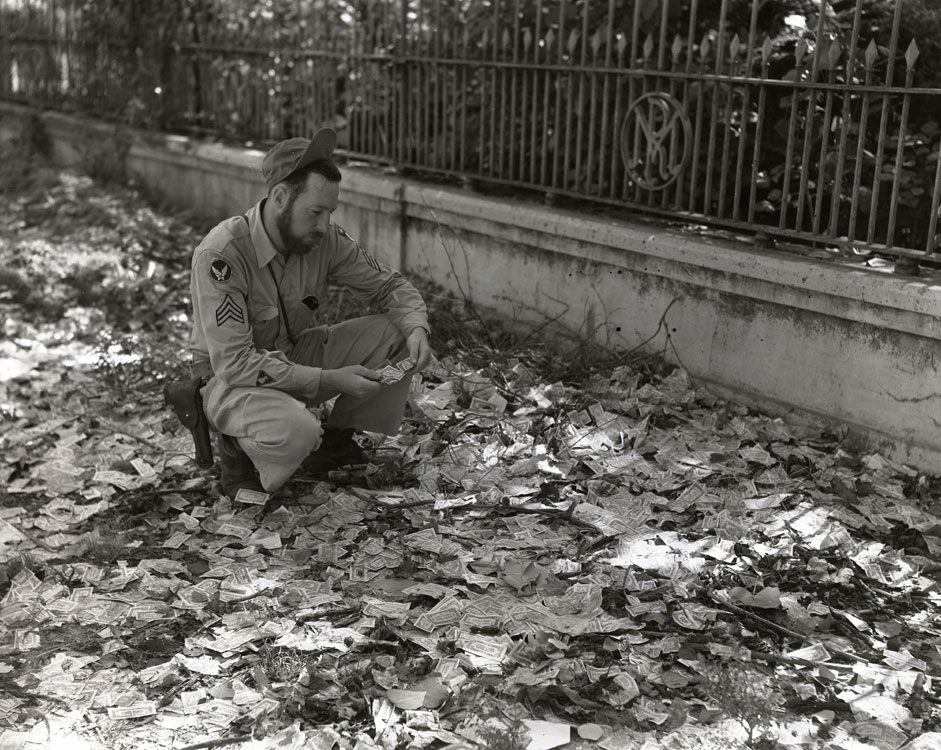
Рангун, 1945. Улица, покрытая оккупационными деньгами

Банкноты Банка развития юга — деньги, выпущенные Японской империей для использования на оккупированных в годы Второй мировой войны территориях Юго-Восточной Азии.

## Филиппины

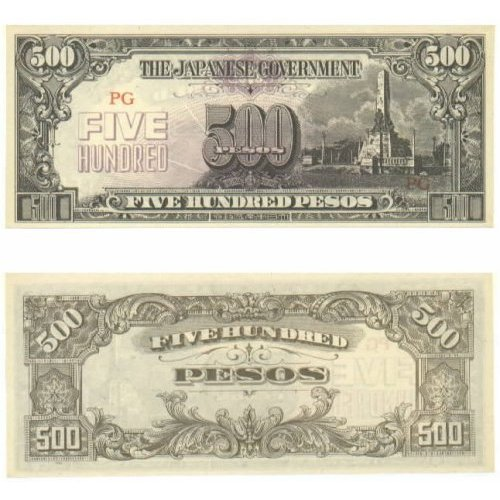
Купюра в 500 песо

10 декабря 1941 года японские войска высадились на острове Лусон, а 2 января 1942 года взяли Манилу. В ходе Филиппинской операции японцам досталось порядка 20,5 миллионов американских долларов, а также огромное количество другой иностранной валюты и драгоценных металлов. Конфисковав всю твёрдую валюту, японцы использовали её для закупки стратегических материалов на международном рынке, для замены же её на местном рынке были выпущены оккупационные деньги, имевшие то же наименование, что и заменённая ими местная валюта. В 1942 году выпускались банкноты номиналом 1, 5, 10 и 50 сентавос, а также 1, 5 и 10 песо. В 1943 году были выпущены новые варианты купюр номиналом в 1, 5 и 10 песо, а в 1944 году в обращении появились купюры номиналом в 100 песо, а вскоре инфляция заставила напечатать банкноты номиналом в 500 песо. Перед концом войны японцы приступили к выпуску банкнот номиналом 1000 песо.

## Малайя, Северное Борнео, Саравак и Бруней
Одновременно с атакой на Перл-Харбор японцы высадились в Малайе, а 15 февраля 1942 года пал Сингапур. В связи с тем, что при британском правлении на территории Британской Малайи, Северного Борнео, Саравака, Брунея и Стрейтс-Сетлментс имели хождение малайский доллар и доллар Проливов, то японскую оккупационную валюту там тоже называли «долларом». В 1942 году были выпущены купюры номиналом 1, 5 и 10 долларов, а также в 1, 5, 10 и 50 центов; в 1944 году инфляция вынудила начать выпуск 100-долларовых купюр, а к концу войны были выпущены даже 1000-долларовые.

## Бирма

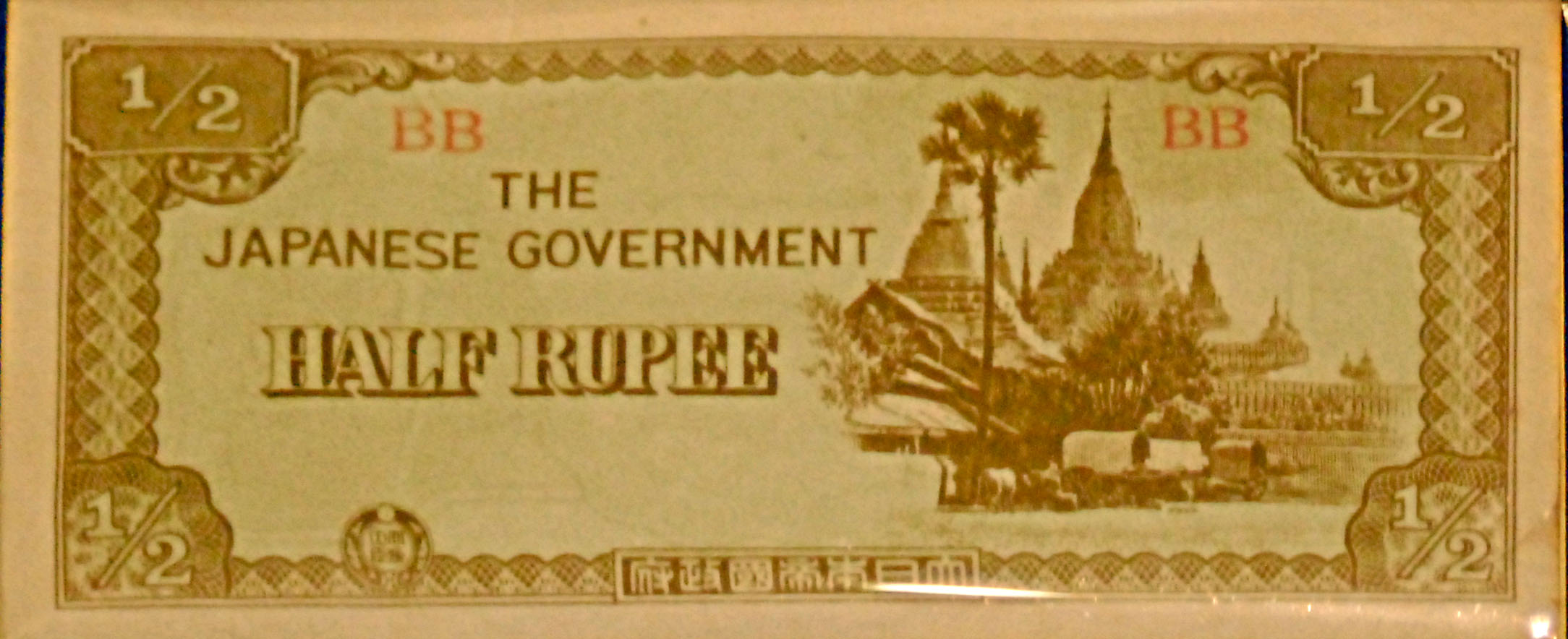
Купюра в пол-рупии

В январе 1942 года японцы вторглись в Бирму. 21 мая 1942 года был взят Мандалай, и англичане эвакуировались в Индию. Союзники вернулись в Бирму лишь ближе к концу войны, но так и не сумели полностью очистить её от японских войск до капитуляции Японии в августе 1945 года.
В 1942 году для использования на территории Бирмы японцы выпустили купюры номиналом 1, 5 и 10 центов, а также ¼, ½, 1, 5 и 10 рупий.
В 1943 году японцы сделали Ба Мо главой марионеточного бирманского правительства; на выпускаемых с 1943 года купюрах номиналом 1, 5 и 10 рупий, а также на выпускаемых с 1944 года банкнотах в 100 рупий имелась надпись «Государство Бирма».

## Голландская Ост-Индия

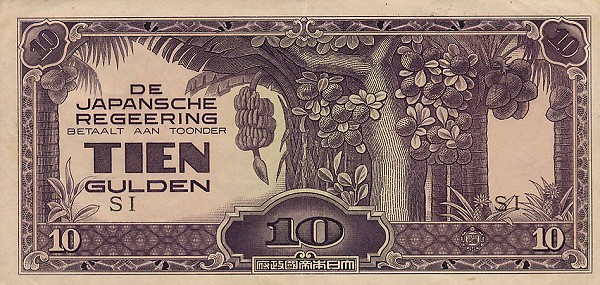
Купюра в 10 гульденов

После падения Сингапура в феврале 1942 году японцы атаковали Голландскую Ост-Индию, и заняли её к 9 марта 1942 года. Для использования на её территории были выпущены купюры номиналом в 1, 5 и 10 центов, а также ½, 1, 5 и 10 гульденов; уникальным этот выпуск сделало то, что надписи на купюрах были только на голландском языке.
В 1944 году были выпущены купюры номиналом в 100 и 1000 рупий с надписью на индонезийском «Pemerintah Dai Nippon» («Правительство великой Японии»); в том же году была выпущена дополнительная серия купюр номиналом в ½, 1, 5, 10 и 100 рупий с транслитерацией японских слов «Dai Nippon Teikoku Seifu» («Правительство Японской империи»).

## Океания

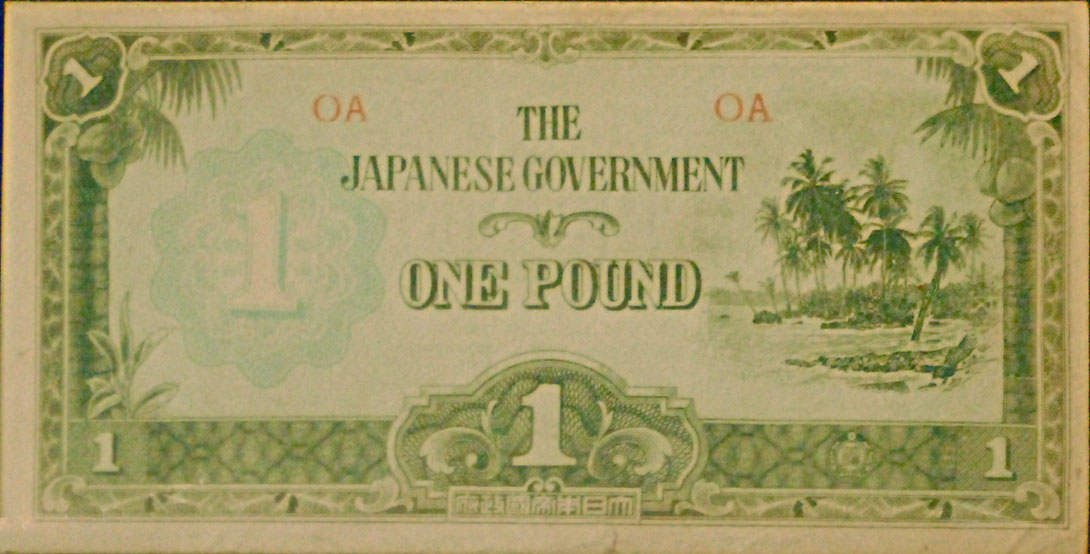
Купюра в 1 фунт

В 1942 году были выпущены банкноты номиналом в ½, 1 и 10 шиллингов и 1 фунт для использования на оккупированных территориях Британской Новой Гвинеи, Соломоновых островов, островов Гилберта и прочих малых территориях в Тихом океане.

## СССР
Для выпуска на восточных территориях СССР, который должен был произойти в случае их оккупации, Министерством финансов Японии были разработаны и изготовлены специальные денежные знаки номиналом в 10 и 50 копеек, 1 и 5 рублей, 1 червонец. На всех банкнотах имеется надпись на русском языке «ИМПЕРАТОРСКОЕ ЯПОНСКОЕ ПРАВИТЕЛЬСТВО», обозначение номинала цифрами и прописью, номер серии.
В последние годы войны эти так и не понадобившиеся купюры были уничтожены, сохранилось небольшое количество банкнот, которые в настоящее время являются редкими.